# Jacques Francis
Vous lisez un « bon article » labellisé en 2021.
Pour les articles homonymes, voir Francis.

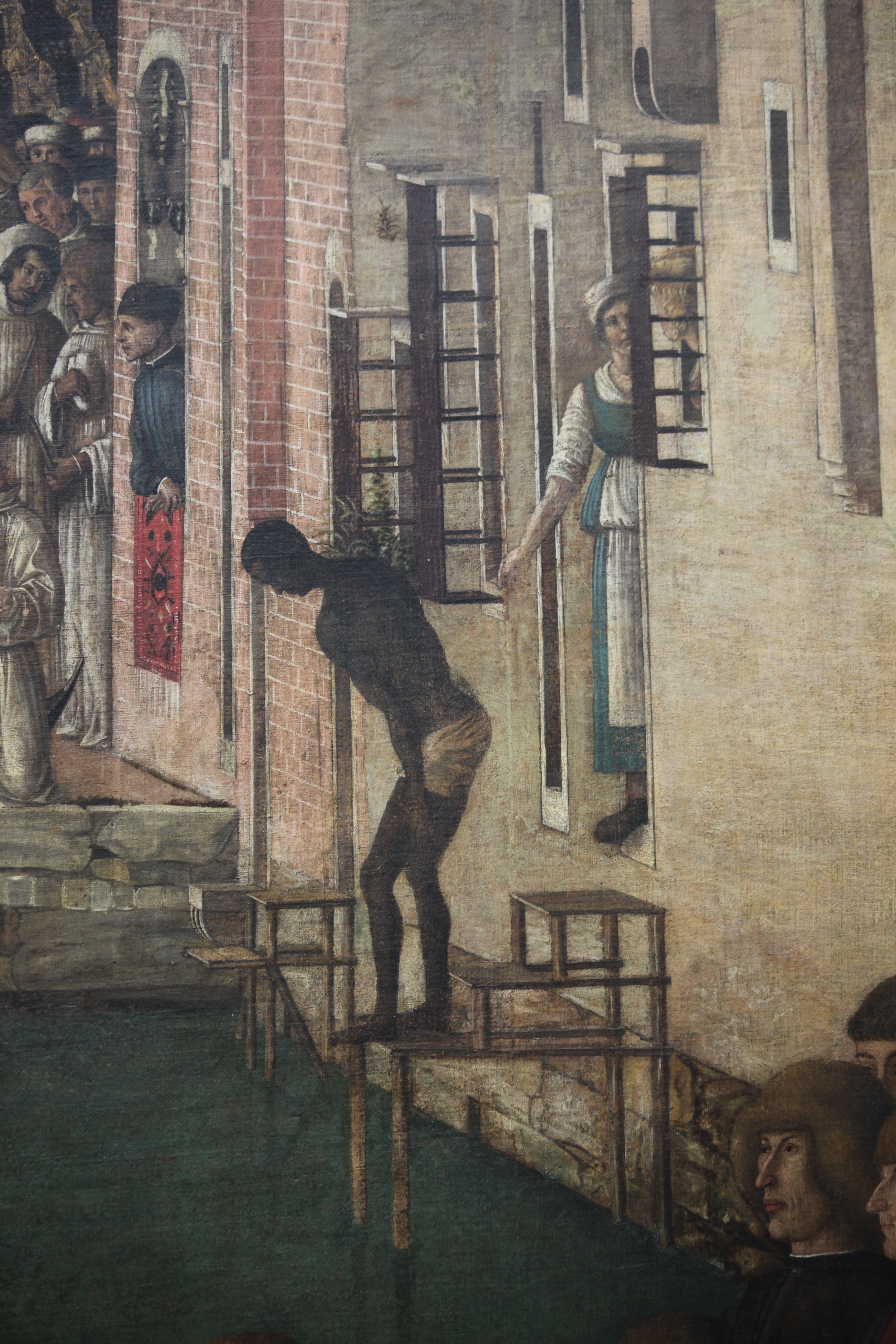
Détail du tableau de Gentile Bellini Miracle de la relique de la Croix au pont San Lorenzo (1500) montrant un homme noir s'apprêtant à plonger dans un canal vénitien pour y récupérer la relique qui y est tombée. Cela reflète une réalité de l'époque : l'importance des nageurs et plongeurs africains pour une Europe sachant peu ou mal nager.

Jacques Francis ou Frauncys (né vers 1527 ou 1528) est un nageur et plongeur sur épaves en apnée probablement originaire de l'île d'Arguin, en actuelle Mauritanie. Employé par le marchand vénitien Piero Paolo Corsi, il participe, en 1547-1549, aux opérations de renflouement de la Mary Rose, naufragée dans le Solent. Il travaille aussi sur l'épave du navire de commerce la Sancta Maria et Sanctus Edwardus, en 1547. Corsi est alors accusé d'avoir volé des lingots d'étain provenant de la cargaison de ce bateau, après les avoir remontés à la surface. Il est attaqué en justice par ses clients mécontents. Jacques Francis est appelé à témoigner le 8 février 1548. Il est ainsi le premier Africain à être entendu devant un tribunal anglais.
Son statut légal est alors mis en doute par la partie plaignante afin de récuser son témoignage, alléguant qu'il serait  un « infidèle » et un « esclave ». Or le fait même qu'il ait été appelé à témoigner prouve que ce ne peut pas être le cas. De plus, comme permettent de le supposer ses prénom et nom, il a sûrement été baptisé, recevant un nouveau nom à cette occasion, et ce probablement dans la foi catholique. Enfin, la common law avait interdit l'esclavage sur le territoire anglais.

## Origines

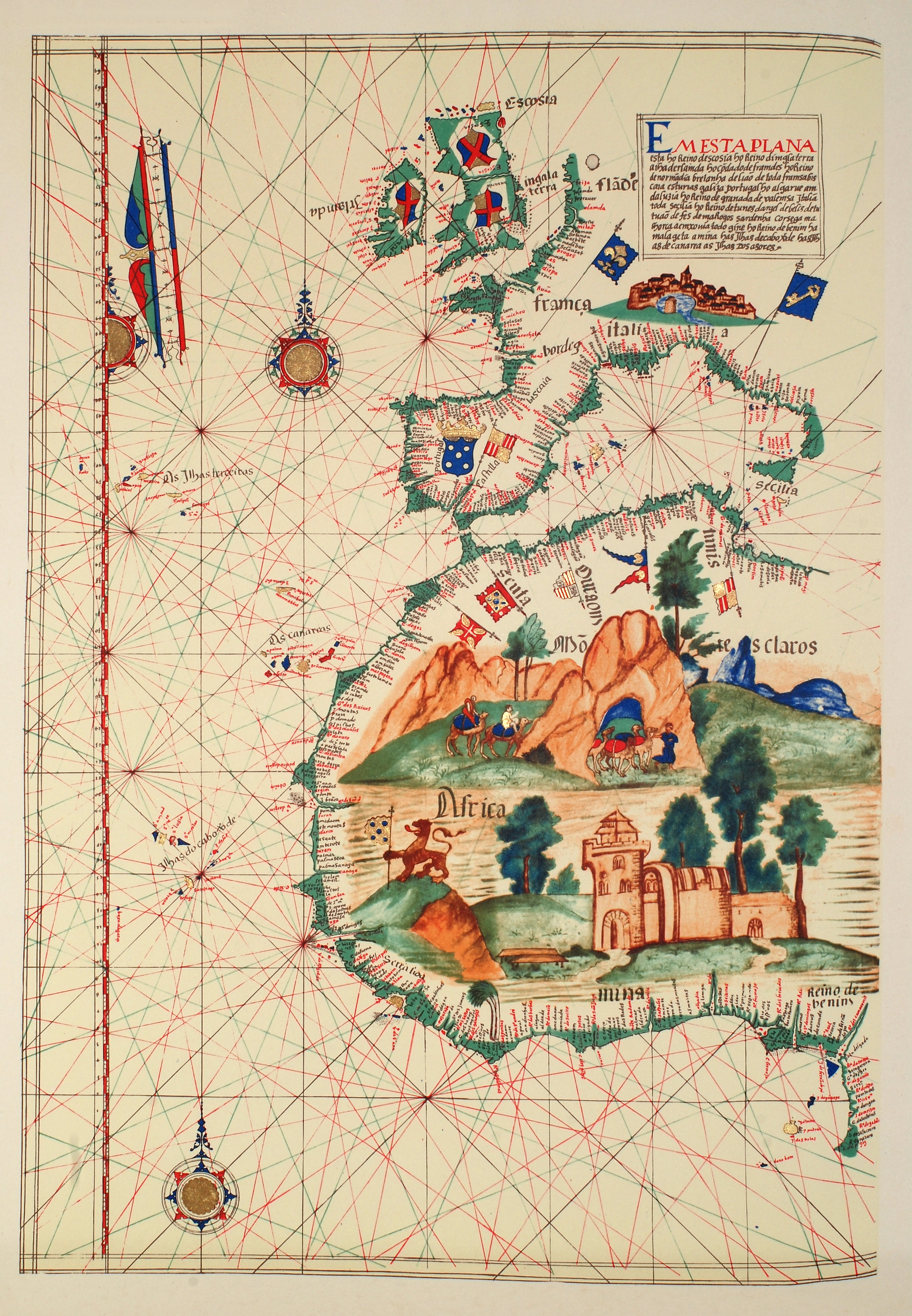
Portulan portugais de 1563 : au sud-est Fernando Pó ; le long des côtes ouest-africaines les îles du Cap-Vert et plus au nord celle d'Arguin ; tout au nord, les îles Britanniques avec Southampton au sud-ouest de celles-ci.

Jacques Francis est né vers 1527 ou 1528,. Il dit, lors du procès où il témoigna, avoir 20 ans en 1548. Ses origines familiales ne sont pas connues. Il se dit originaire de l'« Insula de Guinea ». Ce terme pourrait s'appliquer à la plupart des îles en face de la côte de l'Afrique de l'Ouest, entre celles du Cap-Vert et Fernando Pó. Cependant, il s'agit plus probablement de l'île d'Arguin, où les Portugais avaient installé un de leurs premiers comptoirs (feitoria), alors appelée « Guinée » par les Anglais. Les eaux autour d'Arguin, très dangereuses pour la navigation, étaient le lieu de fréquents naufrages,,. Cette caractéristique pourrait expliquer les qualifications de Jacques Francis comme plongeur sur épaves. Il pourrait aussi avoir été plongeur de perles. Ce qui est certain est que ces qualités ne s'acquièrent qu'à l'issue d'années d'entraînement pour maîtriser l'apnée et la profondeur. Divers récits (postérieurs) décrivent les prouesses aquatiques des nageurs et nageuses de cette région d'Afrique de l'Ouest. En Europe, des nageurs africains sont régulièrement évoqués. Ainsi, le cardinal Bandinello Sauli (1494-1518) aurait employé à Gênes un maître-nageur, et plongeur, africain. Ferdinand Ier de Médicis aurait été sauvé de la noyade dans l'Arno en 1588 par un Noir à son service.
Les qualités de nageur et de plongeur de Jacques Francis étaient d'autant plus importantes et essentielles que l'attitude de la Grande-Bretagne d'alors vis-à-vis de la natation était très ambivalente. Les Anglais, comme les autres humains, résistaient mal à la tentation de se baigner, mais la question de l'apprentissage de la natation restait un débat. D'un côté, apprendre à nager permettait d'éviter les noyades ; de l'autre apprendre à nager augmentait le risque de noyade selon l'adage qu'une personne sachant nager était plus tentée de prendre des risques. En 1571, le vice-chancelier de l'université de Cambridge, John Whitgift, promulgua même un règlement interdisant aux membres de l'université (étudiants comme enseignants) de se baigner, de nager, d'entrer dans un quelconque plan d'eau, sous peine de bastonnade pour un premier délit et d'expulsion en cas de récidive,. 
Lors du procès de 1548, Jacques Francis dit être entré au service de Piero Paolo Corsi deux ans plus tôt, donc vers 1546,. Il est probable que lorsque Corsi obtint cette année-là le contrat de renflouement de la Mary Rose, il chercha à recruter un plongeur qualifié, Jacques Francis en l'occurrence. Il est difficile de connaître son parcours entre le moment où il quitta Arguin et celui où il arriva en Grande-Bretagne et à Southampton. Diverses hypothèses peuvent être avancées. Son employeur Piero Paolo Corsi a pu être allé directement le recruter en Afrique ou utiliser un intermédiaire portugais. Il a pu aussi le recruter à Venise même ou ailleurs dans la péninsule italienne, où la population d'origine africaine était nombreuse. La plupart des Africains travaillant en Italie avaient été importés par des marchands portugais actifs depuis les années 1440, souvent avec un financement italien. Cependant, ils n'étaient pas tous esclaves, surtout ceux qui possédaient une importante qualification. Gustav Ungerer, dans son article de 2005, suggère pour sa part que Corsi a pu acheter Francis à un marchand italien à Southampton même.

## LaMary Rose

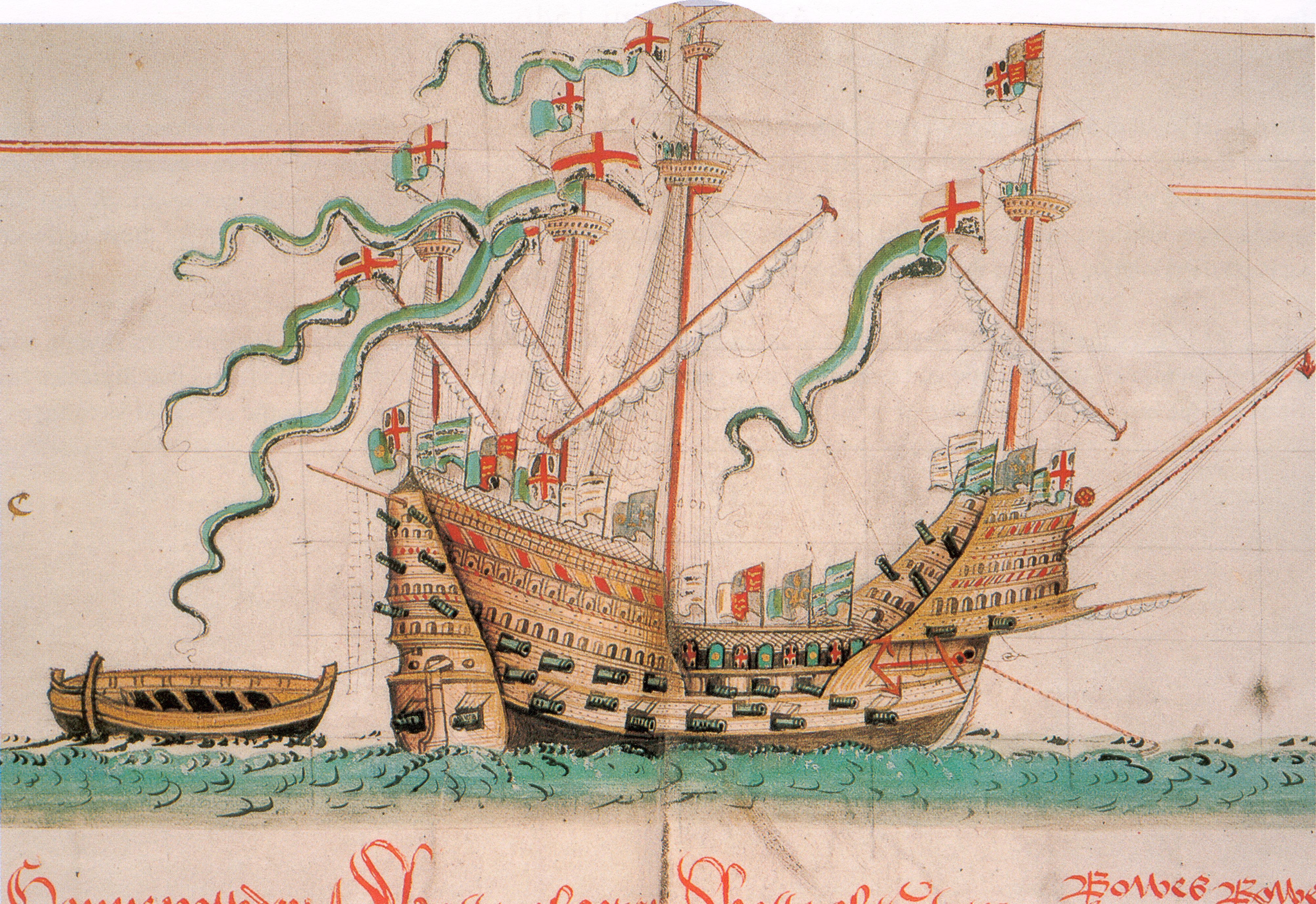
La Mary Rose telle que représentée dans le rôle d'Anthony.

Le Vénitien Piero Paolo Corsi faisait partie d'une importante communauté de marchands italiens (surtout vénitiens, génois et florentins) installés depuis longtemps dans les ports anglais. Corsi était arrivé à Southampton vers 1539. Le port était alors sur le déclin, face à celui de Londres. La majeure partie des marchands italiens était même partie pour la capitale anglaise. Les relations entre les derniers encore installés à Southampton étaient marquées par une âpre concurrence. Il semblerait que Corsi ait à son arrivée dans le port pris contact avec les marchands italiens de la ville pour leur proposer les services de ses plongeurs d'épave.
En juillet 1545, lors de la bataille du Solent, la Mary Rose, navire de l'amiral George Carew, prit l'eau par ses sabords ouverts et coula par une dizaine de mètres de fond, pour une raison qui n'a pas vraiment été déterminée (combat ou fausse manœuvre). Si le navire lui-même avait une grande valeur, celle de ses canons était énorme, au point que les récupérer pouvait valoir les dépenses engagées,,.
En août 1545, une première tentative de récupération, impliquant une trentaine de Vénitiens et une soixantaine de marins anglais, dirigés par Piero de Andreasi et Simone de Marini, avait échoué,,. L'Amirauté engagea en 1546 Piero Paolo Corsi pour récupérer dans l'épave les objets (principalement les canons) les plus importants,,. Corsi, moins ambitieux, n'employa au total que huit hommes, dont Jacques Francis. Il le décrit comme originaire de « Guinée » et surtout comme son meilleur plongeur. Jacques Francis dirigeait sa propre équipe de quatre plongeurs, dont deux au moins, John Ito et George Blake (ou Blacke), étaient comme lui originaires d'Afrique,,. Cependant, les opérations s'avérèrent plus compliquées que prévu. En 1547, l'Amirauté, avec l'accord du Privy Council versa à Corsi selon les sources 37 livres, 11 shillings et 5 pence pour une première récupération d'ancres et divers autres objets ou un premier versement de 20 livres puis 57 livres, 11 shillings et 5 pence. Au total, selon Miranda Kaufmann, Corsi aurait touché une centaine de livres de l'Amirauté, via Wymond Carew, le trésorier royal, entre 1547 et 1549. Pour Gustav Ungerer, en plus des 77 livres de 1547, Corsi en aurait touché 70 de plus en 1549. Les plongeurs avaient alors aussi remonté des canons.

## LaSancta Maria et Sanctus Edwardus

Carte ancienne (1730) de la région du Solent : au centre l'île de Wight, à sa pointe ouest The Needles ; de l'autre côté du chenal : au nord-est de l'île, la ville de Portsmouth et en remontant l'estuaire vers le nord, la ville de Southampton ; tout à l'est de la carte, Arundel.

La Mary Rose n'était pas le seul navire coulé sur lequel ont travaillé Corsi et ses plongeurs. Le 4 juillet 1546 selon Gustav Ungerer ou le 11 novembre 1546 selon Miranda Kaufmann, un navire marchand, la Sancta Maria et Sanctus Edwardus, quitta Southampton pour Livourne, chargé principalement de tissus et de balles de laine ainsi que de lingots d'étain de Cornouailles. Le navire prit feu juste après avoir appareillé et coula à moins de trois kilomètres de la côte. Le navire appartenait au Vénitien Francesco Bernardi et avait été affrété par divers marchands italiens : le Consul des Vénitiens de Londres Domenico Erizzo, le Florentin Bartolomeo Fortini, un des principaux marchands de la capitale anglaise, et le Génois né en Angleterre Niccolo de Marini. Ils désiraient récupérer au moins une partie de leur investissement : ils engagèrent Corsi et ses plongeurs, dont Jacques Francis,.
La campagne de plongée ne put commencer immédiatement à cause de l'hiver. Ce ne fut donc qu'à l'été 1547 que les opérations de remontée à la surface purent se dérouler. Corsi et ses plongeurs furent rémunérés 2 shillings et 4 pence par jour et leurs frais de bouche (nourriture et boissons) au Dolphin Inn de Southampton étaient aussi pris en charge,. Fin octobre 1547, les marchands italiens mirent fin au contrat de l'équipe de plongeurs de Corsi, en raison d'une absence totale de résultats. 
Le 29 septembre 1547, Piero Paolo Corsi fut arrêté et amené devant Thomas Beckingham, le « maire » de Southampton. Il était accusé par Domenico Erizzo et Bartolomeo Fortini d'avoir volé une partie de la cargaison de la Sancta Maria et Sanctus Edwardus qu'il était censé ramener à la surface. Ses plongeurs se seraient rendus de nuit sur l'épave pour en soutirer deux lingots d'étain, l'un appartenant à Erizzo et l'autre à Fortini (les lingots étaient marqués des initiales de leur propriétaire). Chaque lingot était estimé à 20 livres. Selon Niccolo de Marini, un des autres investisseurs, Corsi aurait dissimulé l'un des lingots sous le lit d'un dénommé Pope, habitant Gosport, un port entre Southampton et Portsmouth. De Marini aurait alors envoyé un de ses domestiques récupérer le lingot pour l'apporter au capitaine du port de Portsmouth, Edward Vaughan. Ce dernier interrogea bien Corsi sur la provenance du lingot, mais Corsi répondit que le lingot avait été trouvé au fond de l'eau. Vaughan crut Corsi sur parole, mais les deux hommes se connaissaient puisque c'était Vaughan qui, au nom de l'Amirauté, payait Corsi pour ses travaux sur la Mary Rose. Ayant récupéré le lingot, Corsi s'adressa à un autre marchand florentin, Angelo de Milanese, pour connaître quelle récompense Fortini serait prêt à verser pour le récupérer. Corsi fut déçu des simples 20 shillings qui lui furent proposés ; il exigea plus. Fortini et Erizzo le firent alors arrêter. Devant Beckingham, Corsi ne nia pas posséder un lingot marqué « DE » (pour Domenico Erizzo) mais expliqua que lui et ses hommes n'étaient pas assez bien payés et qu'il avait gardé le lingot en guise de compensation. Il estimait que ses efforts et ceux de ses plongeurs valaient bien au moins trois ou quatre lingots,.
Corsi ne fut malgré tout pas jeté en prison. Ce fut même Angelo de Milanese qui obtint sa remise en liberté immédiate. Il semble que la communauté des marchands ne pouvait guère se passer des services de Corsi et de ses plongeurs. Celui-ci obtint même, peu de temps après, des lettres du Lord-grand-amiral Thomas Seymour exigeant qu'il ne fût pas inquiété, son travail sur la Mary Rose étant essentiel à l'État,.
Il semblerait que Corsi travaillait lui aussi dans l'eau : des témoins au procès racontèrent l'avoir vu nager voire plonger, à l'aide d'instruments pour descendre. Il est difficile de savoir si ses origines vénitiennes jouaient et s'il savait maîtriser les techniques de compensation de la pression le rendant capable de descendre aussi profond que Jacques Francis et ses employés. Il est impossible de savoir quel type d'équipements ils utilisaient pour descendre, puis remonter des objets. Il existait déjà des cloches de plongée rudimentaires, mais on ne sait si Corsi et ses plongeurs en employèrent. Il est par contre certain que les lingots d'étain étaient ramenés à la surface après avoir été attachés avec une corde.

## Témoin au procès devant la Haute Cour de l'Amirauté
Domenico Erizzo, s'il avait récupéré son étain, voulait malgré tout que Piero Paolo Corsi fût puni. Il porta alors la chose devant la Haute Cour de l'Amirauté en décembre 1547,. Par contre, il semblerait que Bartolomeo Fortini n'ait pas, pour sa part, poursuivi Corsi. Le procès dura deux ans. Témoignèrent nombre de marchands et marins d'un peu partout en Angleterre et Italie. Jacques Francis fut lui aussi appelé à témoigner,. Le fait qu'il ait été le seul des plongeurs employés par Corsi convoqué comme témoin pourrait signifier une position d'autorité de Jacques Francis par rapport aux autres. Se posèrent alors les deux questions de sa couleur de peau et de son statut légal.
Jacques Francis apparut le 8 février 1548 au procès habillé « à l'anglaise ». Il répondit non seulement aux accusations contre son employeur, mais aussi aux critiques qui lui étaient faites,. Ses frais de déplacement depuis Southampton, ses frais d'hébergement à Londres ainsi que ses vêtements furent à la charge de Corsi, Francis étant de toute façon trop pauvre. Par ailleurs, la tenue « à l'anglaise » semble avoir été une exigence de bienséance pour paraître devant la cour de justice.
Il fallut cependant utiliser un interprète, John Tyrart, un marchand de vins de Blackfriars, qui traduisit depuis soit le portugais soit la « fala da Guine », une langue dérivée du portugais et utilisée dans la région de l'Afrique d'où Francis était originaire pour la communication entre les populations locales et les marchands portugais,,. Jacques Francis devint ainsi la première personne originaire d'Afrique dont la « voix » a été entendue dans un tribunal anglais,,. Il s'exprima de façon posée et pleine d'assurance.

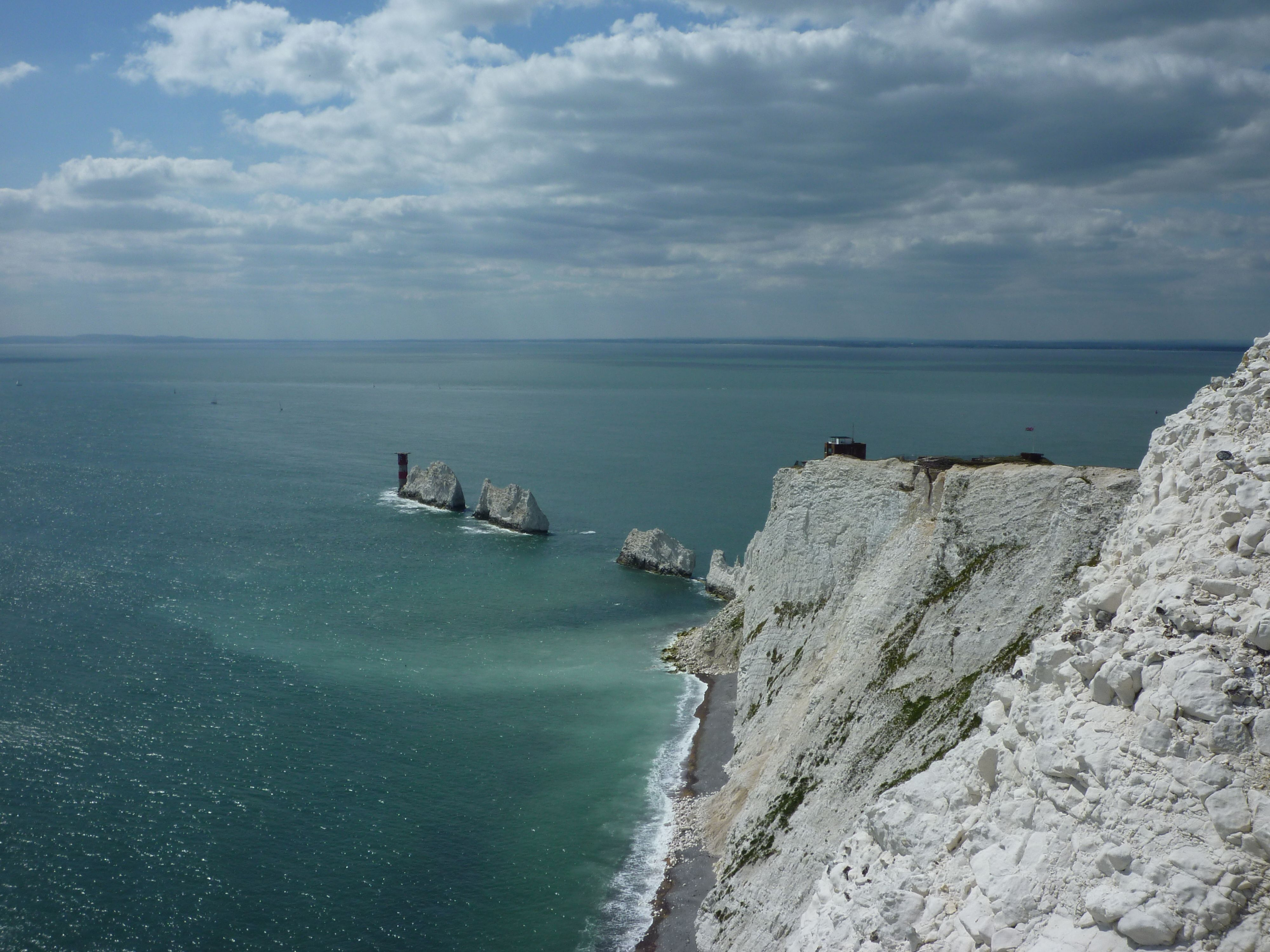
« The Needles » où Jacques Francis expliquait avoir découvert les lingots d'étain.

Dans son témoignage, Jacques Francis expliqua que Corsi était innocent. Il déclara qu'avec les autres plongeurs, il avait découvert, à Pâques 1547, donc avant le début des travaux pour Erizzo, 200 lingots d'étain, une cloche et du plomb au fond de l'eau à la pointe ouest de l'île de Wight, près des rochers appelés « The Needles ». Comme c'était le lieu de nombreux naufrages, la découverte était plausible,. Pour remonter ces objets estimés, probablement de façon exagérée, à 700 livres, Corsi aurait alors acheté pour 75 livres divers instruments qui ne purent être utilisés pendant la bonne saison de plongée puisque Erizzo aurait fait emprisonner Corsi tout le mois de mai 1547 (en contradiction avec une arrestation début septembre jusque-là évoquée),.

## Statut légal

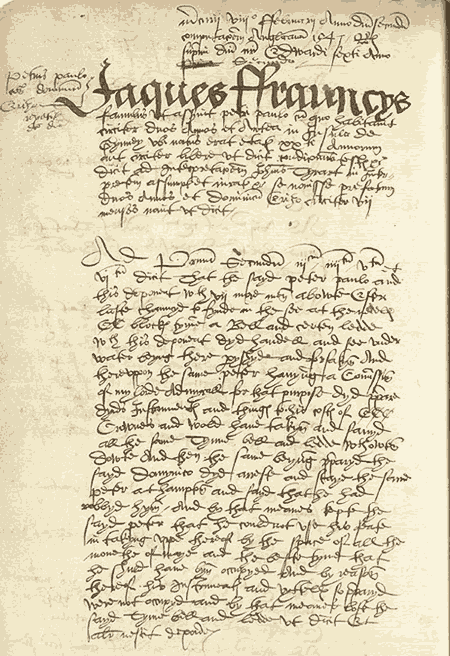
Première page du témoignage de Jacques Francis devant la Haute Cour de l'Amirauté, 8 février 1548.

Avant que Jacques Francis soit amené à témoigner, Domenico Erizzo avait refusé qu'il fût entendu par le tribunal, arguant qu'il était un « esclave », un « infidèle », un « noir » et un « sauvage non civilisé »,,. L'Amirauté considéra au contraire que Francis avait été dans la meilleure position possible pour savoir ce qui s'était réellement passé et si effectivement des lingots avaient été volés,.
Ensuite, pour discréditer le témoignage de Jacques Francis, divers témoins furent entendus, jusqu'en mai et juin 1549 : Antonio de Nicolao, 32 ans, un marin vénitien installé à Southampton qui disait connaître Jacques Francis depuis trois ans ; Niccolo de Marini, âgé de 40 ans, un des investisseurs de la Sancta Maria et Sanctus Edwardus ainsi que Domenico Milanese (un membre de la famille d'Angelo de Milanese ?), 32 ans, qui disait connaître Francis depuis deux ans. Tous déclarèrent que Francis était un « Maure » (« Morisco »), « né là où ils ne sont pas baptisés » et esclave de Corsi. On ne pouvait donc lui faire confiance,.
Le fait de considérer Jacques Francis comme un « Morisco », terme qui était utilisé alors pour désigner une personne originaire du Maroc, n'est peut-être pas une simple erreur géographique mais pourrait être un lapsus des témoins à charge. L'usage du terme « Morisco » est en effet avéré dans l'Espagne de la Reconquista pour désigner les musulmans convertis au catholicisme. On retrouve le terme dans l'Angleterre Tudor. Par ailleurs, les prénom et nom « chrétiens » de Jacques Francis pourraient laisser supposer justement qu'il aurait été baptisé, soit dès Arguin par des missionnaires peut-être portugais, soit alors qu'il voyageait vers l'Europe ou en Europe par l'un ou l'autre des chrétiens au service desquels il se trouvait. Enfin, la Haute Cour de l'Amirauté ne l'aurait pas entendu s'il n'avait été chrétien et juré sur la Bible. Reste le problème que Jacques Francis était plus probablement catholique dans une Angleterre réformée.
Antonio de Nicolao avait, dans son témoignage, affirmé que Corsi avait un jour cherché à vendre, sans succès, Jacques Francis,. Quant à Niccolo de Marini, il avait dit que « tout le monde savait que Francis était esclave ». D'après les lois anglaises en vigueur alors, non seulement il aurait été illégal pour Corsi de vendre Francis, le commerce d'esclaves étant interdit, mais l'esclavage lui-même l'était. Jacques Francis ne pouvait légalement pas être esclave. Diverses mesures, qui s'ajoutaient petit à petit dans la common law britannique, avaient de fait interdit l'esclavage. Malgré tout, il arrivait que des marchands étrangers, italiens, espagnols ou portugais principalement, originaires de régions où l'esclavage se pratiquait, aient continué à se croire propriétaires de leurs esclaves, pourtant « affranchis » par leur arrivée en Angleterre ; du moins tant qu'ils ne se faisaient pas remarquer. Dès que la situation était connue, les choses changeaient,. Les actes de justice qui suivaient renseignent sur le fait que « l'air d'Angleterre est si pur qu'il ne supporte pas l'esclavage » pour reprendre un arrêt de justice postérieur, concernant un esclave russe, en 1569,. Dans les années 1470, à Southampton justement, un marchand vénitien avait essayé de vendre à un collègue génois une de ses « esclaves ». Celle-ci avait porté l'affaire en justice, preuve qu'elle connaissait la législation,.
Par ailleurs, de nombreux témoignages lors de ce procès étaient très clairs quant au fait que Jacques Francis était rémunéré, donc n'était pas esclave. Antonio de Nicolao lui-même avait comparé les plongeurs de Corsi à de pauvres manouvriers obligés de s'employer où ils pouvaient pour survivre. Il les aurait même vus travailler sur le port de Southampton à la morte-saison pour la plongée (l'hiver). Domenico Erizzo, pour discréditer Corsi, raconta l'avoir croisé dans la rue se querellant avec un de ses employés à propos de ses gages. L'argument de Piero Paolo Corsi pour son « vol » des lingots d'étain était que lui et ses hommes n'étaient pas assez payés,.
Le fait même que Jacques Francis ait été admis à témoigner confirme son statut légal d'homme libre : les villeins (serfs anglais avec très peu de droits) n'en avaient pas même le droit. Dans son témoignage, Francis se qualifie de « famulus » de Corsi. Pour Miranda Kaufmann, il se serait alors considéré comme un « familier », un « membre de l'entourage » et pas du tout un « servus », un « esclave ». Il aurait donc bien été lui aussi conscient qu'il était un homme libre. Mais, cela n'empêche en rien qu'il ait pu être esclave en arrivant en Angleterre ; voire que Corsi, à l'image d'autres marchands italiens croyant que leur législation propre s'appliquait ailleurs, ait véritablement essayé de vendre, sans succès, Francis sur le port de Southampton. Ce fut peut-être même à cette occasion que Jacques Francis aurait pu comprendre que l'air de Grande-Bretagne l'avait rendu libre. Gustav Ungerer, pour sa part, traduit « famulus » dans le sens non d'« esclave captif », mais d'« esclave domestique », travaillant en compagnie de serviteurs libres. Il pourrait aussi s'agir d'une question de traduction depuis la « fala da Guine » vers un terme latin incorporé à l'anglais.
En mars 1549, un des avocats de Domenico Erizzo déposa devant le tribunal une motion demandant que les témoignages de quatre autres employés de Corsi ne soient pas entendus : ceux de John Wescott, originaire du Devon, de William Mussen, du Warwickshire, et des deux autres plongeurs africains John Ito et George Blacke. Toute une longue liste d'arguments était invoquée : c'était, entre autres, des « vagabonds », « pauvres, corrompus », « sans foi », « infidèles » ou « païens ». Pourtant, Jacques Francis n'est pas cité dans la motion, peut-être une preuve supplémentaire qu'il n'était ni païen ni esclave.
Le témoignage de Jacques Francis devant la Haute Cour de l'Amirauté fut l'occasion de créer un certain nombre de précédents, juridiques et sociaux. On assista d'abord à une reconnaissance légale de la présence d'Africains noirs en Angleterre. Ensuite, la couleur de la peau ou l'origine ethnique ne feraient plus de différence dans l'application de la common law. Enfin, Jacques Francis fut, peut-être pour la première fois, l'exemple même qu'un Africain n'était pas un « sauvage non civilisé » inférieur, mais un individu avec des qualifications essentielles au pays, et capable de s'exprimer de façon intelligente et posée.

## Années suivantes
Il n'est possible que de faire des conjectures sur la suite de la vie de Jacques Francis.
Pour Miranda Kaufmann, le verdict du procès devant la Haute Cour de l'Amirauté n'est pas connu. Malgré tout, Piero Paolo Corsi commit une nouvelle erreur. En septembre 1549, il quitta les opérations sur la Mary Rose pour se mettre au service d'Henry FitzAlan, 12e comte d'Arundel, et récupérer des objets en mer, non loin du château d'Arundel. Cet « abandon de poste » fut aussi considéré par l'Amirauté comme une trahison et Corsi passa six mois à la Tour de Londres. Gustav Ungerer considère quant à lui que les six mois de Corsi à la Tour de Londres d'octobre 1549 à mars 1550 étaient la condamnation prononcée par le tribunal. À sa libération, il n'est pas certain qu'il ait encore été en mesure d'employer les services de Jacques Francis.
Les qualifications de Jacques Francis, sans compter le nombre apparemment élevé d'épaves dans les eaux anglaises, lui permirent certainement de trouver à s'employer rapidement et facilement, peut-être même de gagner correctement sa vie. À la fin du XVIe siècle, une taxe fut levée sur tous les étrangers vivant en Angleterre. Les rôles des impôts permettent de savoir qu'alors dix personnes originaires d'Afrique vivaient à Southampton. Il n'est pas possible de savoir si Jacques Francis faisait partie de ces personnes.